# Crateromys
Crateromys är ett släkte av däggdjur. Crateromys ingår i familjen råttdjur.

## Beskrivning
Arterna förekommer på Filippinerna. De vistas i skogar som ofta ligger i bergstrakter.
Crateromys schadenbergi är med en kroppslängd (huvud och bål) av 33 till 40 cm och en svanslängd av 36 till 48 cm den största arten. Den minsta arten är Crateromys paulus med en kroppslängd av cirka 26 cm och en ungefär 21 cm lång svans. De andra två arterna är 26 till 28 cm långa (huvud och bål) och har en 30 till 34 cm lång svans. Pälsfärgen varierar men vanligen är ovansidan brun- eller svartaktig och buken ljusare. Ofta förekommer ljusa strimmor eller andra mönster på kroppen. Hos Crateromys schadenbergi som är den mest kända arten har tummen en nagel och alla andra tår klor.
Individerna är nattaktiva och klättrar främst i växtligheten. De vilar på dagen i trädens håligheter eller bland rötter. Dessa gnagare har ett skrik med en så hög frekvens att det kan misstolkas som ljudet av en insekt. Födan utgörs av frön och bark från barrträd samt av färska frukter och ibland av blad. En hona av Crateromys heaneyi observerades med en unge.
Alla arter är hotade i beståndet på grund av skogsavverkningar och ibland fångas individer för att hålla de som sällskapsdjur. Crateromys paulus är kanske redan utdöd.

## Taxonomi
Arter enligt Catalogue of Life:
- Crateromys australis
- Crateromys paulus
- Crateromys schadenbergi

Wilson & Reeder (2005) listar ytterligare en art i släktet, Crateromys heaneyi.